# Consell Comarcal de l'Alt Urgell
El Consell Comarcal de l'Alt Urgell és l'organ d'autogovern de la comarca de l'Alt Urgell. La seu del consell es troba a la capital, la Seu d'Urgell. El consell està format per 19 consellers des de la seua fundació, els quals trien per majoria simple al president de l'ens. L'actual presidenta des del 10 de juliol de 2020 n'és na Josefina Lladós i Torrent, de Junts per Catalunya.

## Història
El Consel Comarcal de l'Alt Urgell es va fundar, com tots els de Catalunya, sota l'empar de la llei 6/1987 de creació del consells comarcals, posteriorment modificada el 2003 (decret 4/2003). En el cas concret de l'Alt Urgell, el consell fou creat formalment el 9 de març de 1988, sent la primera presidenta na Maria Dolors Majoral i Moliné, de la coalició Convergència i Unió. El Consell Comarcal de l'Alt Urgell té també un predecessor en el Consell de Muntanya de l'Alt Urgell, el qual estava regulat per la llei d'alta muntanya i establia un consell d'autogovern a les comarques incloses a la llei.

### La seu
La seu del consell es troba a la Torre Alsina, de 1901, al passeig de Joan Brudieu de la Seu d'Urgell. En el seu passat va ser des de casa senyorial fins a Music Hall, passant per hotel. Durant la guerra civil va ser un calabós i durant molt de temps va fer les funcions d'estació d'autobusos per a la ciutat. L'any 1988, el recentment fundat consell comarcal compra l'edifici i després d'una restauració passa a ser la seu del consell des de 1991.

## Presidents
| President                     | Inici del mandat | Fi del mandat | Partit | Partit |
| Maria Dolors Majoral i Moliné | 1987             | 1999          |        | CiU    |
| Ventura Roca i Martí          | 1999             | 2007          |        | CiU    |
| Jesús Fierro i Rugall         | 2007             | 2019          |        | CiU    |
| Miquel Sala i Muntada         | 2019             | 2020          |        | JUNTS  |
| Josefina Lladós i Torrent     | 2020             | 2021          |        | JUNTS  |
| Martí Riera Rovira            | 2021             |               |        | ERC    |

## Composició
| Candidatura                                     | Candidatura | 1987 | 1991 | 1995 | 1999 | 2003 | 2007 | 2011 | 2015 | 2019 |
|                                                 | CiU/JUNTS   | 11   | 11   | 11   | 10   | 8    | 9    | 10   | 11   | 9    |
|                                                 | PSC         | 4    | 4    | 3    | 5    | 6    | 6    | 6    | 3    | 4    |
|                                                 | ERC         |      | 0    | 1    | 3    | 4    | 3    | 2    | 5    | 6    |
|                                                 | AP/PPC      | 1    | 1    | 1    | 1    | 1    | 1    | 1    | 0    | 0    |
|                                                 | PdP         | 3    | 3    | 3    |      |      |      |      |      |      |
| Total                                           | Total       | 19   | 19   | 19   | 19   | 19   | 19   | 19   | 19   | 19   |
| Fonts: 1995, 1999, 2003, 2007, 2011, 2015, 2019 |             |      |      |      |      |      |      |      |      |      |